# Dímini

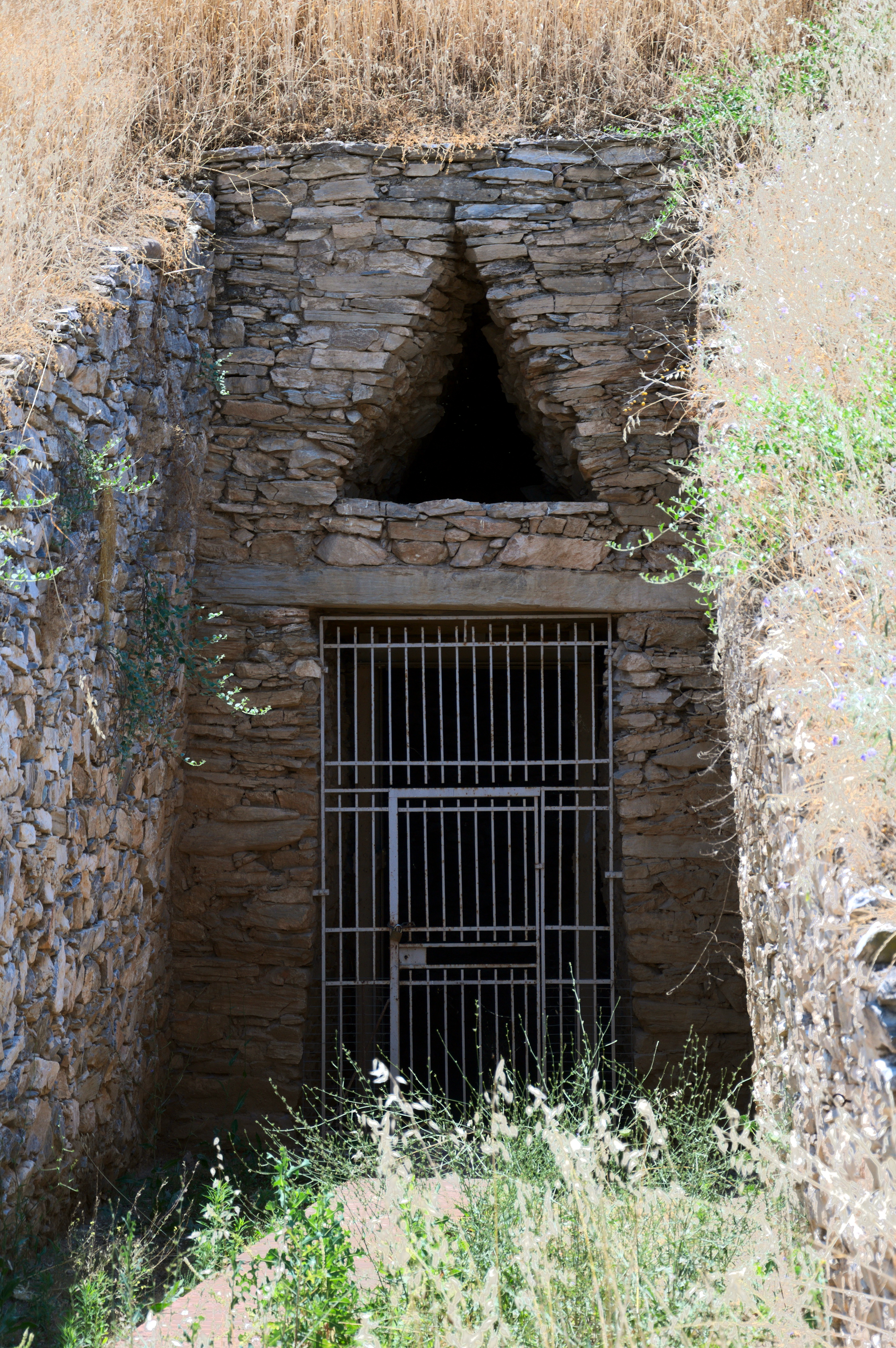
La tumba de Dímini conocida como Lamiospito.

Dímini, Dimini o en sus formas antiguas Diminio o Diminion (en griego: Διμήνι, romanizado: Diminion) era un pueblo cerca de la ciudad de Volos, en Tesalia (Grecia Central), perteneciente a la unidad periférica de Magnesia. Es también sede de la municipalidad de Aisonia. El nombre Aisonia se remonta a tiempos antiguos y es el lugar más occidental de la zona de Volos. El área de Dímini tiene tanto un asentamiento micénico como uno neolítico. El asentamiento neolítico de Dímini fue descubierto a finales del siglo XIX y excavado por los arqueólogos griegos Christos Tsountas y Valerios Stais.

Mapa de las culturas del Neolítico y Mesolítico (ca. 4500-4000 a. C.) en Europa:
Cultura de la cerámica de bandas
Cultura Bükk
Cerámica cardial
Ertebölliense
Cultura Dniéper-Don
Cultura de Vinča
Cultura almeriense
Dímini
Cultura de la cerámica perforada

## Historia
En 1886, Lolling y Wolters excavaron la tumba de tholos micénica conocida como Lamiospito. En 1901 (o en 1892, según otras fuentes) Valerios Stais descubrió otra tumba de tholos en la colina del asentamiento neolítico y trabajó en Dímini con Christos Tsountas desde 1901 hasta 1903. En 1977, Giorgos Chourmouziadis continuó con las excavaciones en el asentamiento neolítico. 
V. Adrimi-Sismani comenzó las excavaciones del poblado micénico en 1980. En 2001 las excavaciones descubrieron una ciudad micénica y el complejo del palacio que se cree puede formar parte de la antigua Yolco. También se descubrieron un peso de piedra y un vaso con inscripciones en lineal B.
La "teoría de la invasión", establece que la gente de la Cultura Dímini neolítica fue responsable de la violenta conquista de la Cultura Sesclo en torno al 5000 a. C. Por otra parte, esta teoría considera a las dos poblaciones con identidades culturales separadas. Sin embargo, I. Lyritzis ofrece una historia diferente en relación con las Culturas Dímini y Sesclo, puesto que junto a R. Galloway, comparó materiales cerámicos de las dos entidades, utilizando termoluminiscencia para datarlos. Así, descubrió que los habitantes de los asentamientos en Dímini aparecieron alrededor del 4800 a. C., cuatro siglos antes de la caída de la civilización Sesclo (c. 4400 a. C.). Ante esto, Lyritzis concluyó que los habitantes de Sesclo y los de Dímini convivieron durante un período de tiempo.
A comienzos del III milenio  a. C., el poblado de Dímini presentaba un carácter mixto agrícola y militar y alrededor de una pequeña colina se expandía la aldea neolítica de sus habitantes y en la cima estaba construido un primitivo mégaron, probablemente como vivienda de su jefe local. El conjunto estaba protegido por murallas.